# Alldays

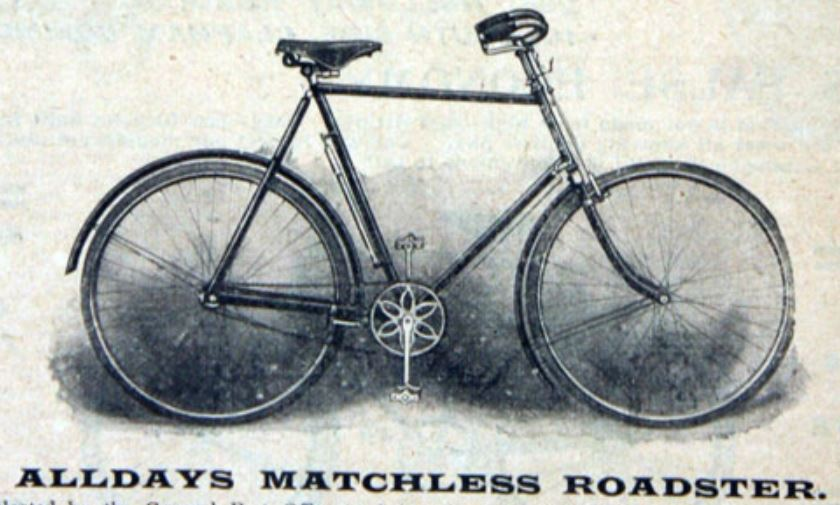
Anzeige für ein Fahrrad von 1904

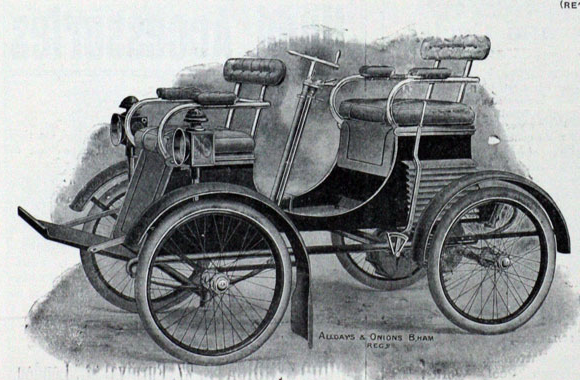
Alldays Traveller

Alldays 7 von 1904 während des London to Brighton Veteran Car Run

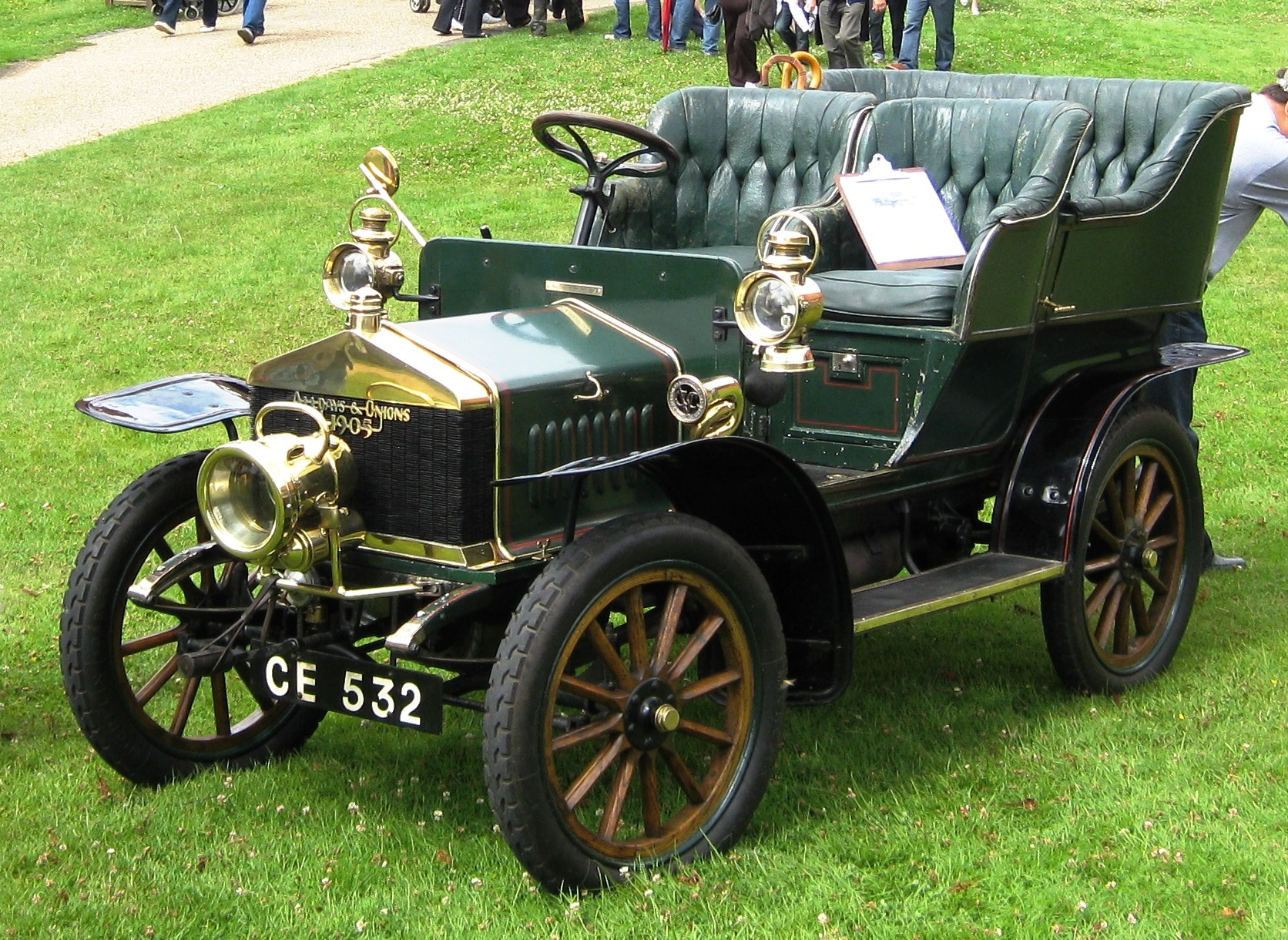
Alldays 10 von 1905

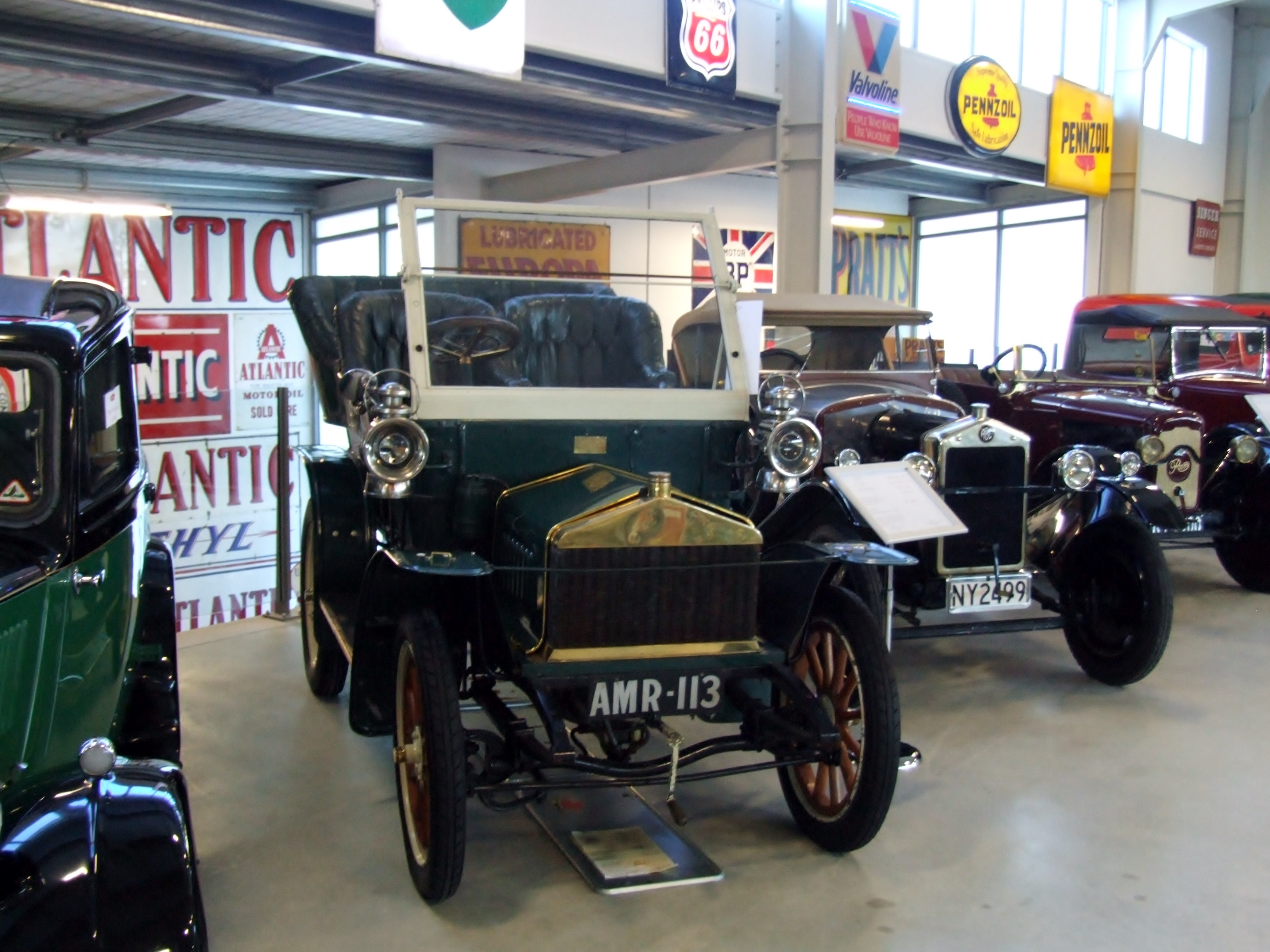
Alldays von etwa 1906 in einem Museum in Neuseeland

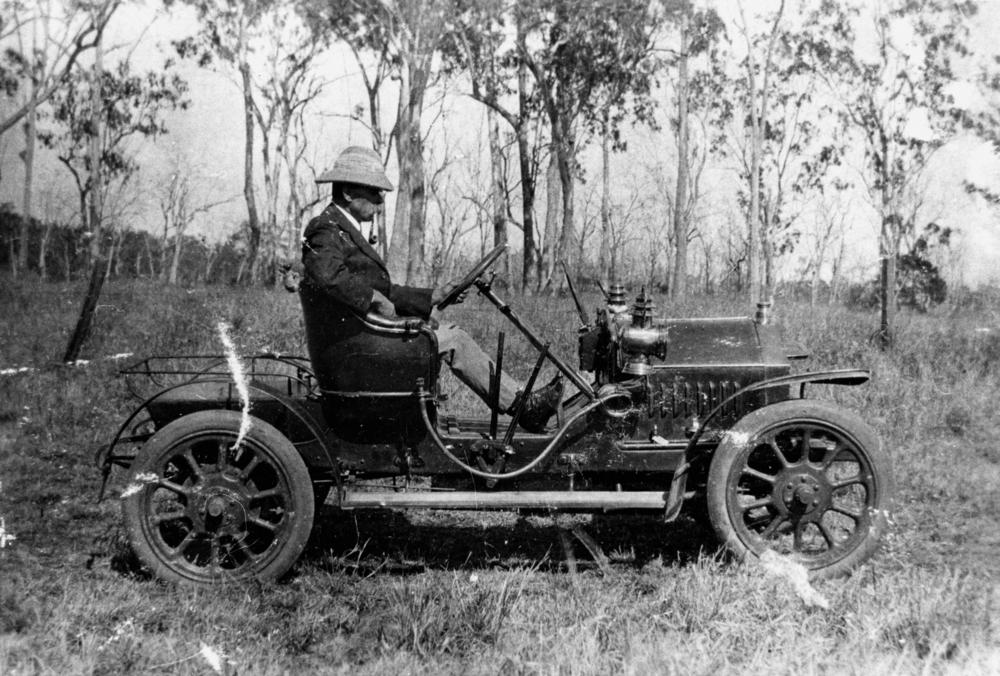
Alldays 10/12 von etwa 1908 in Australien

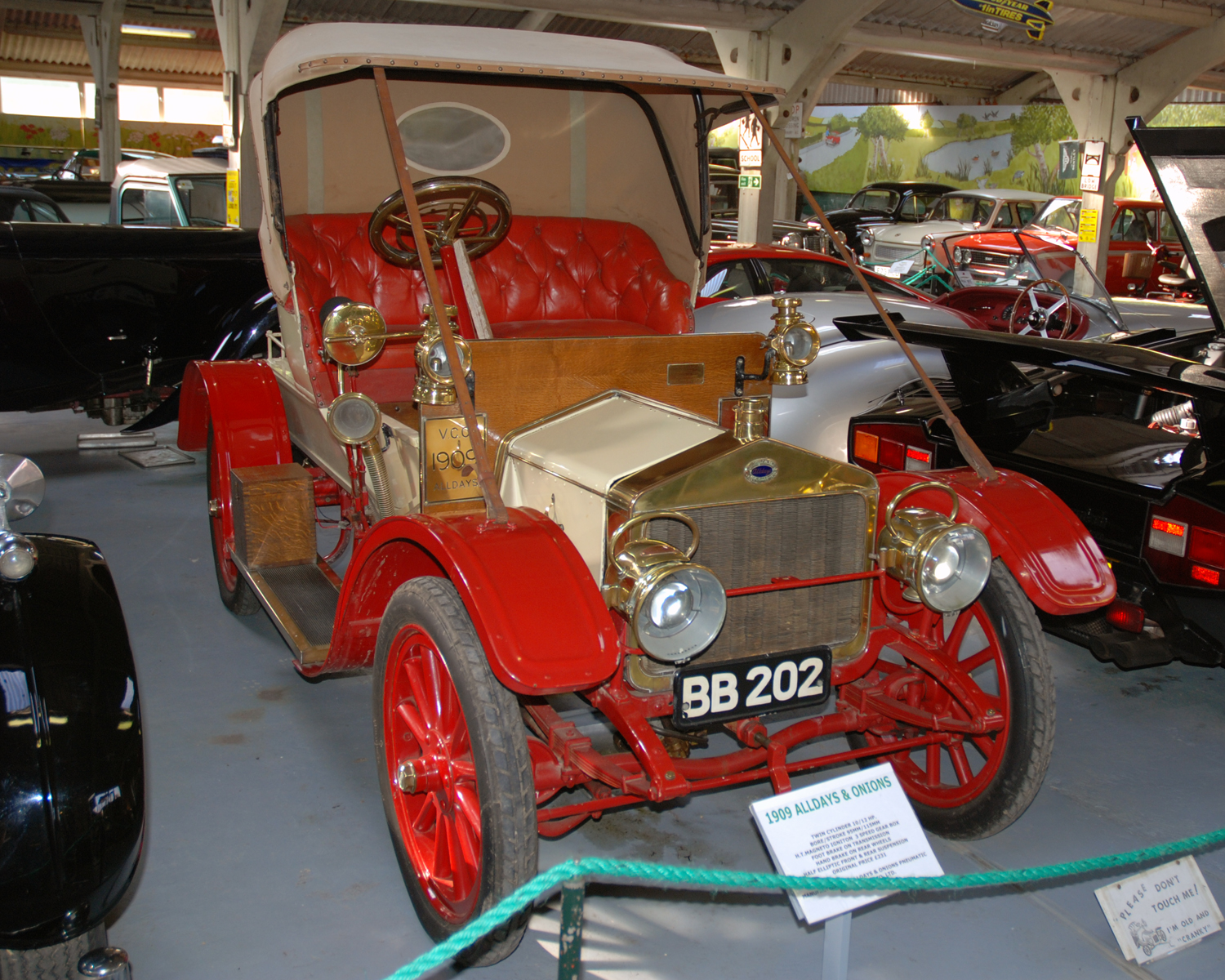
Alldays 10/12 von 1909

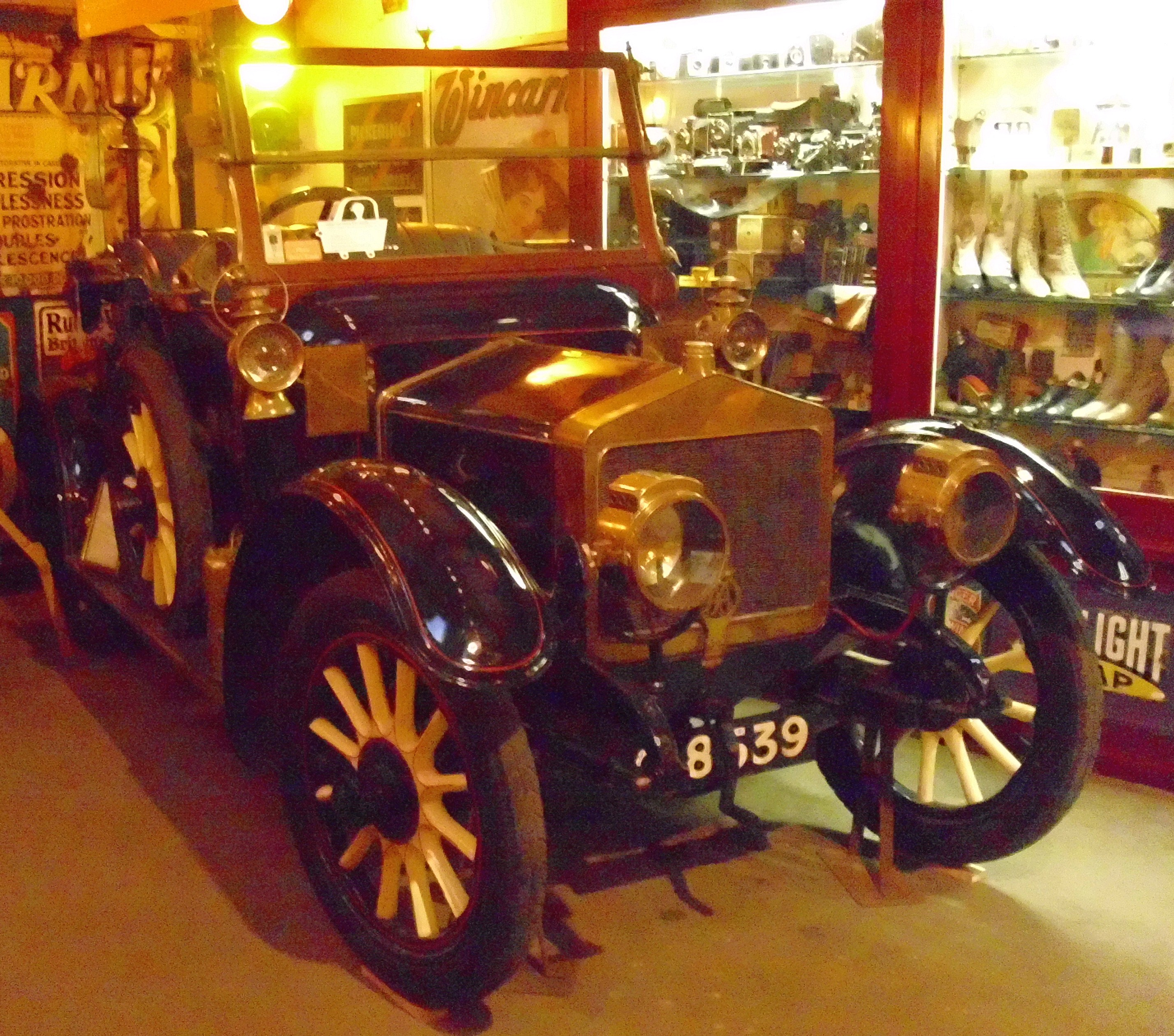
Alldays 12/14 von 1910

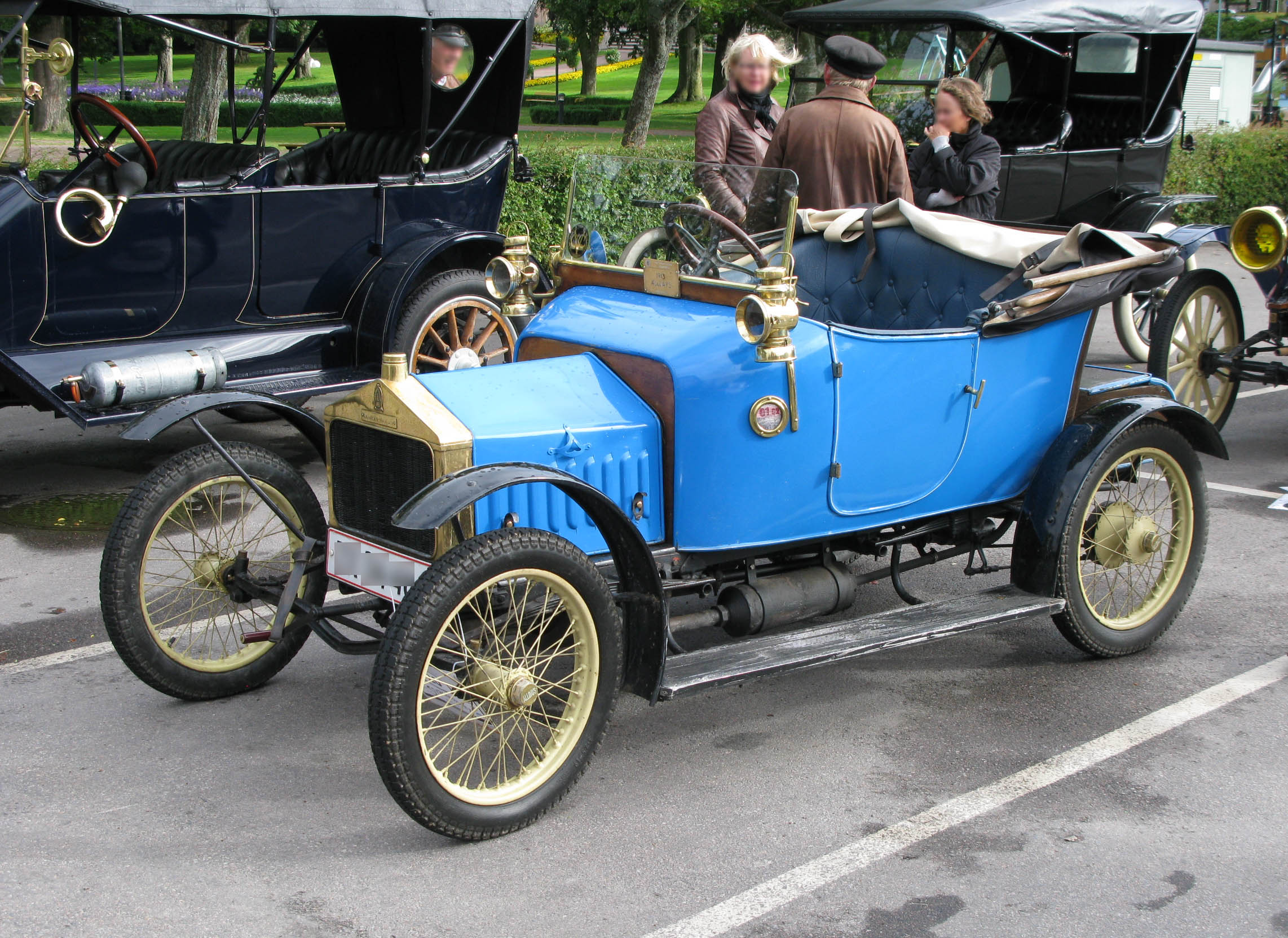
Alldays Midget von 1913

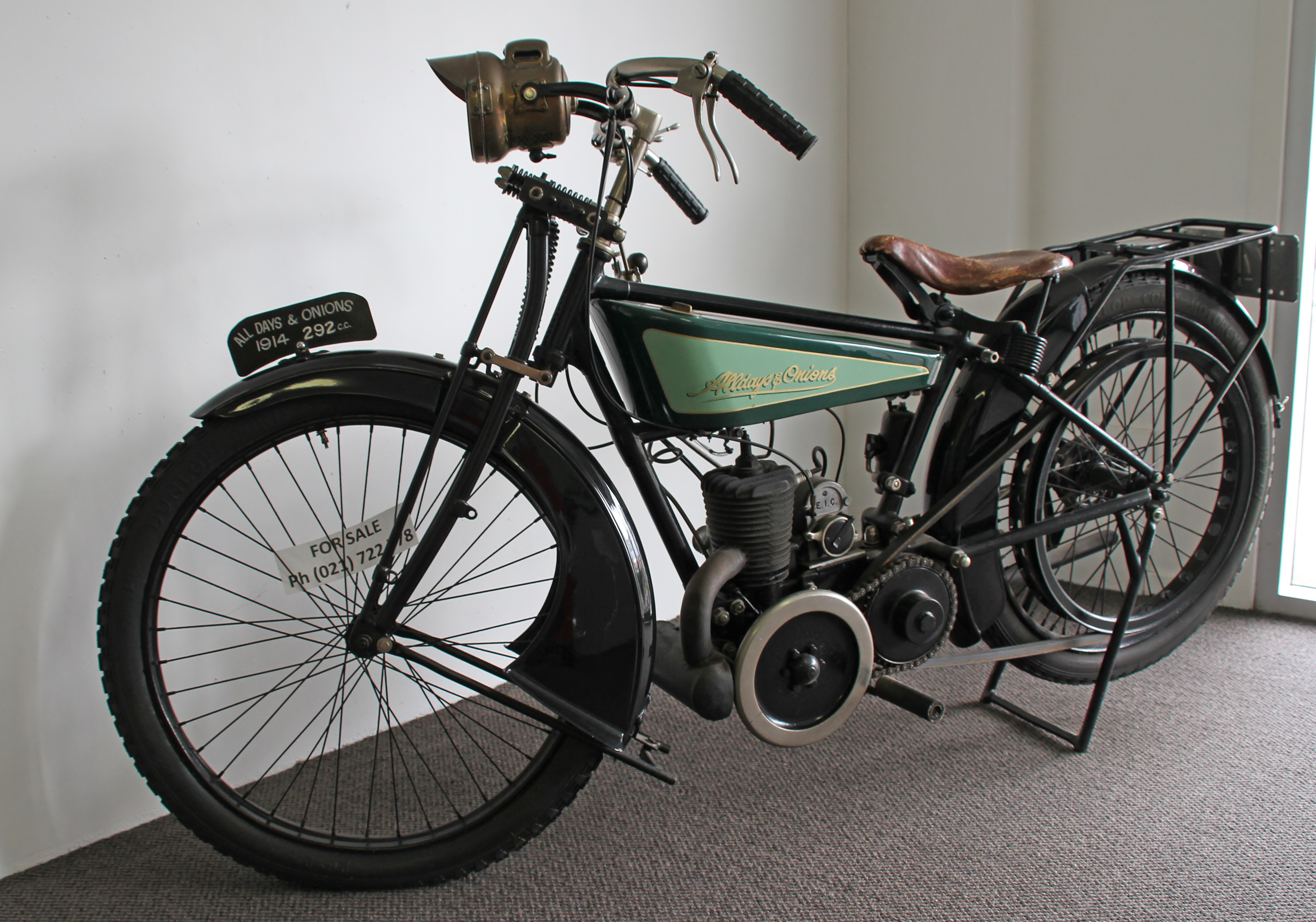
Motorrad von 1914

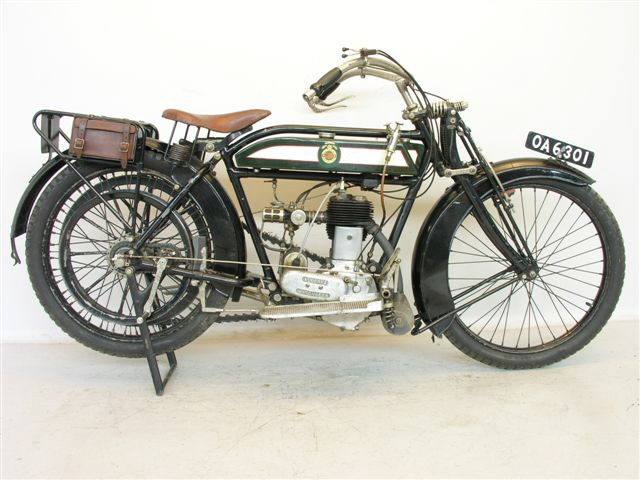
Motorrad von 1914

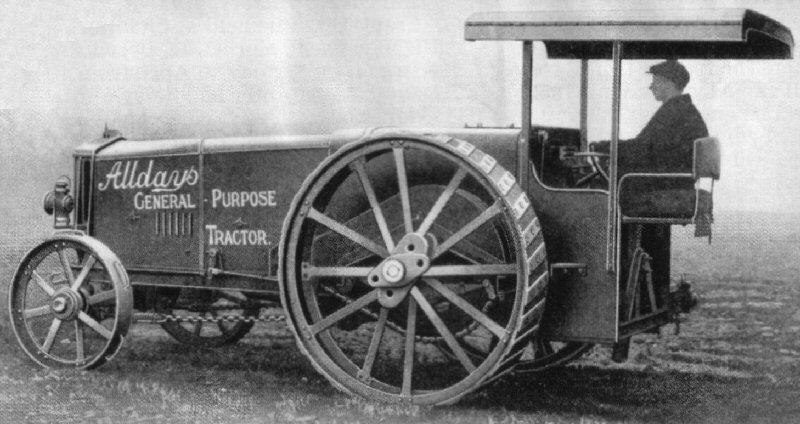
Traktor

Alldays war eine britische Fahrzeugmarke.

## Markengeschichte
Die erste bekannte Erwähnung dieses Markennamens stammt von 1893. Hersteller war die Alldays & Onions Pneumatic Engineering Company aus Birmingham. 1898 kamen Personenkraftwagen dazu, 1901 Motorräder und 1906 Lastkraftwagen. Zeitweise wurden auch Traktoren gefertigt.
Für Motorräder wurde der Markenname bis 1915 genutzt, danach nur noch zweimal kurz 1923 und 1927. Stattdessen gab es von 1915 bis 1924 die Marke Allon.
Pkw und Lkw entstanden bis 1918. Danach gab es eine separate Gesellschaft mit dem Namen Enfield-Allday, die Fahrzeuge der Marke Enfield-Allday herstellte.
Fahrräder sind bis 1935 zu belegen.

## Fahrzeuge

### Fahrräder
1893 wurden Fahrräder auf der Stanley Cycle Show in Islington präsentiert. Später kamen Anhänger und Transporträder dazu.

### Pkw
Das erste Modell von 1898 war ein Motordreirad mit vorderem Einzelrad, vergleichbar mit dem De-Dion-Bouton-Motordreirad. Es hatte einen Motor von De Dion-Bouton.
Von 1899 bis 1904 gab es den 4 Traveller. Sein Einzylindermotor hatte 84 mm Bohrung, 90 mm Hub und 499 cm³ Hubraum. Der Fahrersitz war hinten, der Passagiersitz davor und etwas tiefer angeordnet. Im Gegensatz zu motorradähnlichen Quadricycles gab es aber ein Fahrgestell, auf dem die beiden Sitze montiert waren. Der Motor war verkleidet unter dem Fahrersitz eingebaut. Eine andere Quelle meint, dass es dieses Fahrzeug schon ab 1898 gab. Es hatte laut einer Quelle einen De-Dion-Bouton-Einzylindermotor mit 499 cm³ Hubraum und 4 PS Leistung. De Dion-Bouton verwendeten einen Motor dieser Größe, aber mit 4,5 PS Leistung, dagegen erst ab November 1900. In einer Anzeige des Unternehmens von Mai 1901 wird 3,5 PS Leistung genannt. Das deutet auf den Motor mit 402 cm³ Hubraum (Bohrung und Hub 80 × 80 mm) hin, den De Dion-Bouton ab Juni 1899 anbot.
Ein Modell 7 stand von 1904 bis 1908 im Angebot. Sein Einzylindermotor mit SV-Ventilsteuerung hatte 101,6 mm Bohrung, 114,2 mm Hub und 926 cm³ Hubraum. Der Radstand betrug 152 cm.
Den 8 gab es von 1906 bis 1907. Jeweils 4,5 Zoll (114,3 mm) Bohrung und Hub ergaben 1173 cm³ Hubraum. Als Radstand sind sowohl 152 cm als auch 165 cm angegeben, als Spurweite 93 cm.
Der 10 des Jahres 1905 war das erste Modell mit einem Zweizylindermotor. Er hatte 3,75 Zoll (95,25 mm) Bohrung, 4 Zoll (101,6 mm) Hub und 1448 cm³ Hubraum. Erstmals ist Wasserkühlung überliefert, was auch für alle folgenden Reihenmotoren gilt. Der Radstand entsprach dem vorherigen Modell, die Spurweite betrug 102 cm.
Der 16 von 1906 hatte einen Vierzylindermotor mit 95 mm Bohrung, 120 mm Hub und 3402 cm³ Hubraum. Der Radstand war mit 222 cm wesentlich länger als bei den bisherigen Modellen.
Den 20 gab es von 1906 bis 1907. Er hatte einen etwas kürzeren Hub von 114 mm, was 3232 cm³ Hubraum ergab. Der Radstand betrug 248 cm, die Spurweite 114 cm.
Der 10/12 stand von 1906 bis 1912 im Sortiment. Bei seinem Zweizylindermotor ergaben 95,2 mm Bohrung und 114,2 mm Hub 1626 cm³ Hubraum. Das Fahrgestell hatte 216 cm Radstand und 108 cm Spurweite. Die Fahrzeuge waren 292 cm lang und zwischen 121 und 131 cm breit.
Der 20/25 der Zeit 1906–1911 hatte Daten, die dem 20 sehr ähnlich waren. Der geringfügig längere Hub von 115 mm ergab 3261 cm³ Hubraum. Der Radstand war mit 241 cm etwas kürzer, die Spurweite war gleich. Die Fahrzeuge waren 343 cm lang und 140 cm breit.
Den 12/14 gab es nur 1907. Sein Vierzylindermotor mit den Zylindermaßen 84 × 110 mm hatte 2438 cm³ Hubraum. Der Radstand betrug 203 cm, die Spurweite 104 cm, die Fahrzeuglänge 299 cm und die Fahrzeugbreite 133 cm.
Der 14/16 desselben Jahres hatte einen etwas größeren Motor mit 90 mm Bohrung, 120 mm Hub und 3054 cm³ Hubraum. Das Fahrgestell mit 212 cm Radstand und 104 cm Spurweite ermöglichte Aufbauten mit 313 cm Länge und 133 cm Breite.
Der 14/18 erschien 1908 und wurde bis 1912 angeboten. Die Bohrung betrug 86 mm, der Hub 108 mm, der Hubraum 2509 cm³. Als Radstand ist wahlweise 216 cm und 235 cm angegeben, als Spurweite 114 cm. Die Länge soll dagegen einheitlich 320 cm und die Breite 140 cm betragen haben.
Der 30/35 von 1911 bis 1914 war das einzige Modell mit einem Sechszylindermotor. Bei ihm ergaben 95 mm Bohrung und 115 mm Hub 4891 cm³ Hubraum. Das Fahrgestell mit 267 cm Radstand und 121 cm Spurweite war das größte aller Alldays-Pkw. Das Gleiche gilt für die Fahrzeugabmessungen von 366 cm Länge und 144 cm Breite.
Den nächsten 12/14 gab es von 1912 bis 1916. Sein Vierzylindermotor hatte 76 mm Bohrung, 120 mm Hub und 2178 cm³ Hubraum. Wahlweise 229 cm oder 236 cm Radstand, 108 cm Spurweite, 318 cm Länge und 131 cm Breite waren seine Abmessungen.
Der 12/16 stand im selben Zeitraum im Sortiment. Er hatte jeweils 10 mm mehr Bohrung und Hub, was 3021 cm³ Hubraum ergab. Der Radstand betrug wahlweise 241 cm oder 254 cm und die Spurweite 114 cm. Die Fahrzeuge waren 330 cm lang und 138 cm breit.
Der 25/30 derselben Zeit war das größte Modell mit einem Vierzylindermotor. 100 mm Bohrung und 130 mm Hub ergaben 4084 cm³ Hubraum. Als Radstand ist wahlweise 241 cm oder 267 cm angegeben, als Spurweite 114 cm, als Länge 356 cm und als Breite 144 cm.
Den 8/10 gab es nur 1913. Er hatte einen V2-Motor mit Luftkühlung. 80 mm Bohrung und 92 mm Hub ergaben rechnerisch 925 cm³ Hubraum – angegeben sind allerdings 990 cm³. Das Fahrgestell mit 178 cm Radstand und 114 cm Spurweite ermöglichte Aufbauten mit 239 cm Länge und 119 cm Breite. Dieses Modell sowie möglicherweise auch die drei folgenden wurden Midget genannt und waren auch als Nutzfahrzeug erhältlich.
Der 10 löste ihn im darauffolgenden Jahr ab. Er hatte 86 mm Bohrung bei gleichem Hub und 1069 cm³ Hubraum. Der Radstand war gleich, die Spurweite dagegen auf 102 cm reduziert. Als Fahrzeuglänge sind 235 cm angegeben. Das reine Fahrgestell wog 457 kg.
Der nächste 8/10 des Jahres 1915 hatte wieder einen Vierzylinder-Reihenmotor. Die Bohrung betrug 59 mm, der Hub 100 mm, der Hubraum 1094 cm³. Das Fahrgestell hatte 197 cm Radstand und 102 cm Spurweite. Die Fahrzeuge waren 258 cm lang und 121 cm breit.
Der nächste 10 folgte 1916. Sein Motor hatte 2 mm mehr Bohrung, was 1169 cm³ Hubraum ergab. Der Radstand betrug 206 cm, die Spurweite 102 cm. Als Fahrzeugbreite sind 127 cm angegeben.
| Jahr      | Modell      | Zylinder | Bohrung (mm) | Hub (mm) | Hubraum (cm³) (errechnet) | Radstand (cm) |
| --------- | ----------- | -------- | ------------ | -------- | ------------------------- | ------------- |
| 1899–1904 | 4 Traveller | 1        | 84           | 90       | 499                       |               |
| 1904–1908 | 7           | 1        | 101,6        | 114,2    | 926                       | 152           |
| 1906–1907 | 8           | 1        | 114,3        | 114,3    | 1173                      | 152 und 165   |
| 1905      | 10          | 2        | 95,25        | 101,6    | 1448                      | 152 und 165   |
| 1906      | 16          | 4        | 95           | 120      | 3402                      | 222           |
| 1906–1907 | 20          | 4        | 95           | 114      | 3232                      | 248           |
| 1906–1912 | 10/12       | 2        | 95,2         | 114,2    | 1626                      | 216           |
| 1906–1911 | 20/25       | 4        | 95           | 115      | 3261                      | 241           |
| 1907      | 12/14       | 4        | 84           | 110      | 2438                      | 203           |
| 1907      | 14/16       | 4        | 90           | 120      | 3054                      | 212           |
| 1908–1912 | 14/18       | 4        | 86           | 108      | 2509                      | 216 und 235   |
| 1911–1914 | 30/35       | 6        | 95           | 115      | 4891                      | 267           |
| 1912–1916 | 12/14       | 4        | 76           | 120      | 2178                      | 229 und 236   |
| 1912–1916 | 16/20       | 4        | 86           | 130      | 3021                      | 241 und 254   |
| 1912–1916 | 25/30       | 4        | 100          | 130      | 4084                      | 241 und 267   |
| 1913      | 8/10        | 2        | 80           | 92       | 925                       | 178           |
| 1914      | 10          | 2        | 86           | 92       | 1069                      | 178           |
| 1915      | 8/10        | 4        | 59           | 100      | 1094                      | 197           |
| 1916      | 10          | 4        | 61           | 100      | 1169                      | 206           |

Quelle:

### Motorräder
Die Motorräder wurden auch Alldays Matchless genannt. Matchless war der Name der Fabrik. Es bestand keine Verbindung zum Konkurrenten Matchless.
1901 kamen Motoren von Minerva. Ab 1903 gab es einen eigenen Motor mit 2,25 PS, dessen Leistung schrittweise auf 2,5 PS und 3,5 PS erhöht wurde. 1911 erschien ein Zweizylindermodell mit 6 PS und Dreiganggetriebe. 1913 folgte ein Zweizylindermodell mit 3 PS. 1914 bestand das Sortiment aus einem Einzylindermodell mit 3,5 PS, einem V2-Modell mit 6 PS und einem leichten Fahrzeug, das einen zugekauften Motor von Villiers Ltd mit 269 cm³ Hubraum hatte. 1923 hatte die Sports einen J.A.P.-Motor mit 348 cm³ Hubraum und SV-Ventilsteuerung sowie ein Zweiganggetriebe. 1927 gab es zwei Modelle mit Viertaktmotoren.
Die folgenden Motoren werden ab 1903 genannt: Einzylindermotoren mit 499 und 539 cm³ Hubraum, V2-Motoren mit 798 und 988 cm³ Hubraum und SV-Ventilsteuerung, zum Schluss zugekaufte Motoren von Bradshaw mit 346 cm³ Hubraum und V2-Motoren von J.A.P. mit 980 cm³ Hubraum.
Eine zweite Quelle bestätigt, dass die Motoren zunächst selber hergestellt wurden.
Eine dritte Quelle bestätigt die Motoren mit 499, 539, 798 und 988 cm³ Hubraum.

### Lkw
1906 erschien ein Lieferwagen mit Zweizylindermotor und 10 PS Leistung. 1911 folgte das Dreirad Trivan mit 7/8-PS-Motor und Kettenantrieb. 1912 kamen sowohl ein Lieferwagen auf Basis des Midget mit 250 kg Nutzlast als auch größere Lkw mit bis zu 5 Tonnen Nutzlast dazu. 1913 hieß das Dreirad Expressodel. Daneben gab es Vierzylindermodelle mit 12 PS und 500 kg sowie mit 14 PS und 750 kg Nutzlast, ferner Eintonner mit 20 PS, Zweitonner mit 25/30 PS und Drei- und Fünftonner mit 40 PS. Während des Ersten Weltkriegs entstanden außerdem Krankenkraftwagen.
Eine andere Quelle bestätigt Fahrzeuge bis 5 Tonnen Nutzlast mit bis zu 40 PS Leistung.

### Traktoren
In einer Quelle für den Zeitraum von 1913 bis 1917 heißt es, dass Traktoren mit einem Vierzylindermotor, 100 mm Bohrung, 130 mm Hub, 4084 cm³ Hubraum und 20 PS Leistung produziert wurden.

## Produktionszahlen
1913 entstanden 30 Nutzfahrzeuge pro Woche, davon 20 auf Basis des Midget.